# 魏平 (三国)
魏平（ぎ へい、生没年不詳）は、中国後漢末期から三国時代の魏にかけての武将。

## 経歴
黄初元年（220年）、魏王曹丕が禅譲を受け皇帝に即位したころ、魏平は郝昭と共に金城に駐屯していた。西平の麹演が反乱を起こし、酒泉の黄華と張掖の張進がこれに呼応して太守を殺害すると、武威の異民族もこれに呼応した。魏平と郝昭は詔勅を受けていたものの動けずにいたが、蘇則の助けにより武威へ進軍し、蘇則や毌丘興（毌丘倹の父）と協力してこれを鎮圧した（「蘇則伝」）。
太和五年（231年）、蜀漢の諸葛亮が天水（現在の甘粛省天水市一帯）を攻めた際、魏平と賈嗣は祁山で諸葛亮率いる蜀軍に包囲された。曹叡の命で派遣された司馬懿は張郃、郭淮、戴陵、費曜らを指揮下に出陣すると戴陵と費曜に4千の精兵を与えて上邽の守備に残し、司馬懿は残りの兵を率いて蜀軍に包囲された祁山の軍を救うために出発し鹵城に到着した。張郃は蜀軍との戦いを主張したが司馬懿は積極的に戦う姿勢は見せず、祁山に到着しても山上の要害に立て籠もって塹壕を掘り戦おうとしなかった。この結果、蜀軍に包囲されている祁山の魏兵は、敵軍が近くに至りながら救おうとせずに持久戦をする援軍に不満が高まり、魏平と賈嗣といった諸将は「公は虎のように蜀軍を恐れておられる。世間の笑い者になったらどうなさいますか」と述べ敵と戦うことを申し出た。この年隴右地方は不作であり、さらに諸葛亮に上邦の麦が刈りとられ、司馬懿は遠方の関中からの補給をしなければならなくなり、持久戦は困難となる中で司馬懿も魏平や賈嗣からの救援要請を無視できなかった上に麾下の諸将は攻撃を乞うようになり、司馬懿はこれに大いに悩んだが遂に出撃し、5月10日司馬懿は諸葛亮を攻撃し、張郃は祁山南部に陣取る王平を攻撃した。諸葛亮は魏延・呉班・高翔を出撃させて司馬懿らの軍を大いに破り、首級を三千・鎧を五千・三千百の弩を獲得した（祁山の戦い）。

## 三国志演義
三国志演義においては第101回において魏の将軍として登場し、蜀軍が祁山から撤退を始めた際に張郃からの追撃策を渋る司馬懿に対して魏書と同様の言葉を発して追撃の許可を求めた。なおも渋る司馬懿に再度張郃が追撃の許可を求めた際、司馬懿は遂に張郃に5千の兵を率いて蜀軍を攻めることを認め、魏平に2万の歩騎兵を率いて伏兵を防ぐための後詰めすることを命じ、自身も3千の兵を率いて張郃の後に続くと述べた。

## 参考資料
- 三国志
- 晋書
- 三国志演義